# Neovulkanit

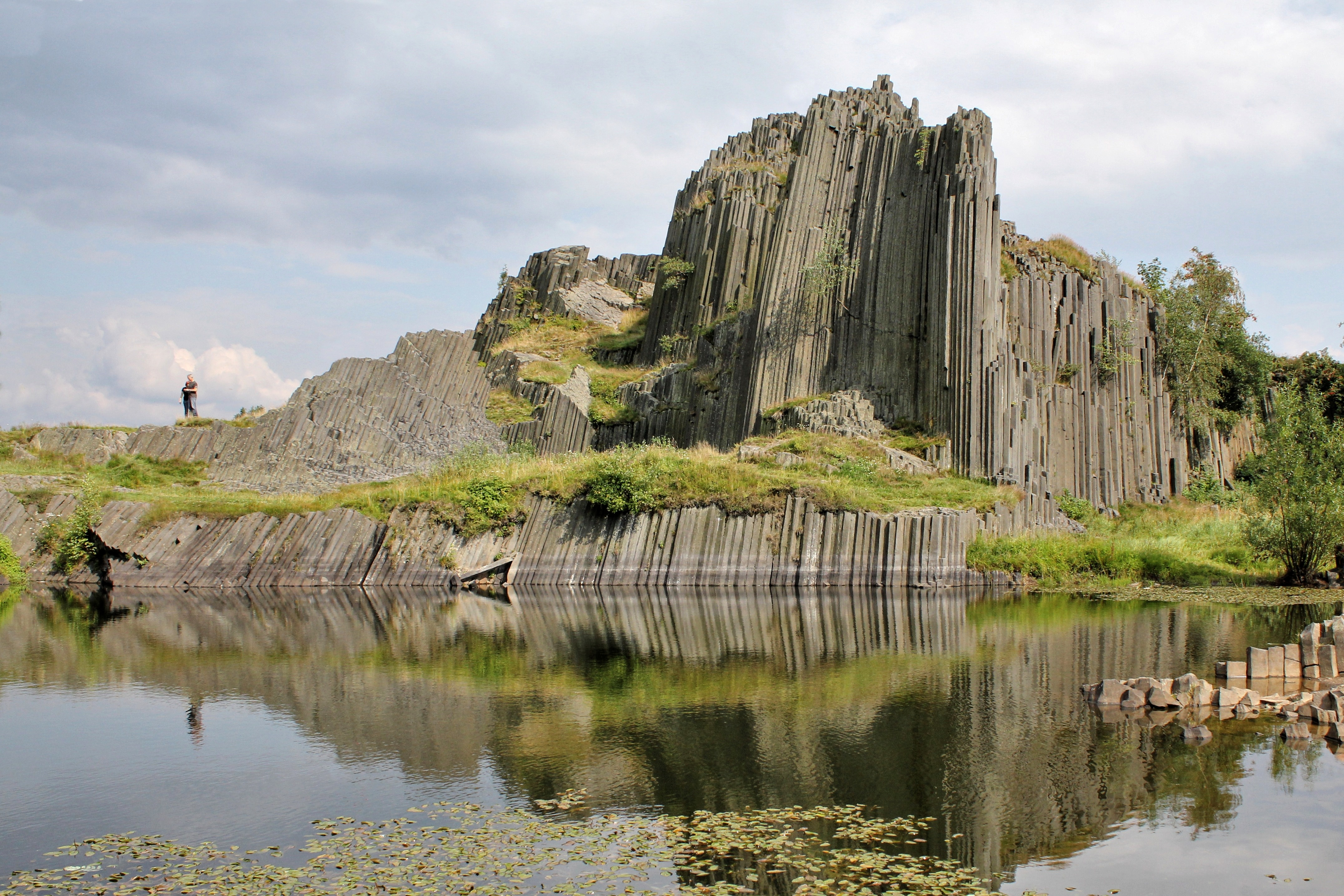
Čedičové varhany Panské skály

Neovulkanit je magmatická hornina, vzniklá v období výrazné vulkanické aktivity v třetihorách, s přesahem do čtvrtohor. Název byl poprvé použit roku 1887 H. Rosenbuschem.
Starší vyvřelé horniny než třetihorní se podle staršího dělení nazývají paleovulkanity.

## Charakteristika
Převážně se jedná o výlevné horniny, vznikající ze sopečného magmatu, které se vylilo na zemský povrch při sopečné činnosti nebo pozvolna utuhlo pod zemským povrchem.
Neovulkanity vytvářejí jak povrchová, tak i podpovrchová tělesa.
Vyznačují se typickými strukturami, většinou obsahují dvě generace krystalů. Starší generace vznikla ještě před efúzí. Po erupci a výlevech došlo k utuhnutí taveniny, která vytvořila základní hmotu mezi vyrostlicemi. Vyrostlice i základní hmota jsou často výrazně usměrněny ve směru proudění magmatu. Zbarvení neovulkanitů záleží především na obsahu tmavých minerálů. Tmavší, často až černé, jsou bazické typy, např. čediče a nefelinity, světlejší, méně bazické až kyselé horniny, např. trachyty a fonolity. Nejhojnějšími jsou čediče, které výrazně převažují nad ostatními neovulkanity. Vystupují v nejrůznějších formách, často tvoří lávové proudy. V některých podvodních lávových proudech vznikají tzv. pilow lávy (polštářové lávy). Čedičové horniny se používají na výrobu drceného kameniva, využívaného zejména v silničním a železničním stavitelství. Dříve se používaly na výrobu dlažebních kostek, kterými se často dláždila náměstí a chodníky. Čedič těžený v lomu u Slapan u Chebu se taví a firma Eutit ve Staré Vodě u Mariánských Lázní z něj odlévaná čedičové výrobky.

## Výskyt
Neovulkanity jsou hojné ve všech geologických útvarech. V Evropě budují mnohá vulkanická pohoří, např. Rhön a Eifel v Německu, Auvergne ve Francii. Čediče tvoří např. Havajské souostroví. V Českém masivu budují vulkanická pohoří, zejména Doupovské hory a České středohoří, v Západních Karpatech Kremnické vrchy a Štiavnické vrchy, na východě Slovenska Vihorlatské vrchy. Kromě pozemských čedičů jsou známy i čediče lunární, pocházející z měsíce. Byly identifikovány v materiálu, který byl odebrán při výpravě Apollo a automatickou sondou Luna. Čediče z měsíce pocházejí z tzv. měsíčních moří, mladších než jsou měsíční pevniny a vysočiny.

### Výskyt vČesku

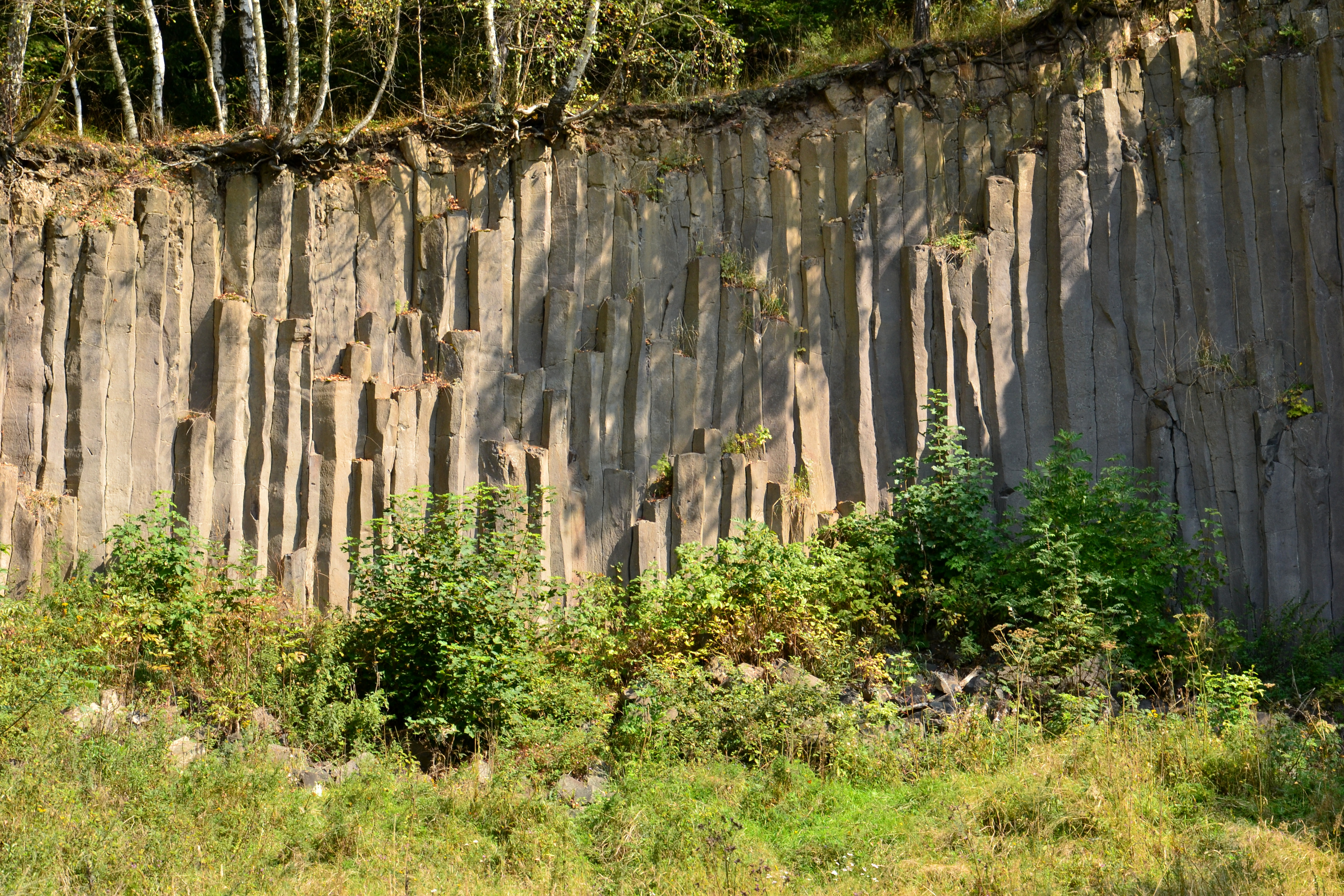
Detail čedičových varhan u Hlinek

Neovulkanity jsou v Českém masivu soustředěny převážně v severních a západních Čechách, kde jsou vázány na linii podkrušnohorského prolomu, podél kterého vystupovalo magma v délce přes 200 km. Vulkanická činnost zde začala již ve druhohorách ve svrchní křídě, ovšem vrcholu dosáhla ve třetihorách. Významnou oblastí neovulkanitů podél Oherského riftu je České středohoří, dále Doupovské hory, dříve považované za jeden stratovulkán, podle nových poznatků soustava stovek menších sopek vzniklých v rozpětí asi 13 miliónů let.
Řada menších těles se vyskytuje v západní části Krušných hor v okolí Rotavy, Jindřichovic a Ryžovny. V minulosti byla tato tělesa intenzivně těžena. Menší tělesa se vyskytují ve Slavkovském lese a Tepelské vrchovině – Homolka, Hlinky a Podhorní vrch.
Výskyty neovulkanitů pokračují jihozápadním směrem až do blízkosti Chebu a Františkových Lázní, kde se nacházejí nejmladší sopky na území Česka – Komorní hůrka a Železná hůrka.
Izolovaně vystupují neovulkanity v České křídové tabuli, např. na Kunětická hoře.
Na severní Moravě se neovulkanity nacházejí v Nízkém Jeseníku. Nejznámějšími tělesy jsou Uhlířský vrch, Venušina sopka, Malý a Velký Roudný v okolí Bruntálu..
Na řadě lokalit došlo vlivem těžební činnosti k obnažení sloupcové odlučností čediče, vzniklé při tuhnutí magmatu. Tato odlučnost je pro čediče typická. Pokud se čedičové sloupy dochovaly do současnosti, jsou často jejich lokality chráněny jako přírodní památky. Mezi nejznámější patří Národní přírodní památka Panská skála u Kamenického Šenova.